# Starý Jičín (zámek)
Bývalý zámek Starý Jičín se nachází pod Starojickým kopcem se zříceninou hradu a pod kostelem sv. Václava v obci Starý Jičín, v okrese Nový Jičín. Po necitlivé přestavbě dnes již zámeckou budovu nepřipomíná.

## Historie
Zámek nechal v letech 1724 – 1726 postavit svobodný pán Antonín Kašpar Zeno z Danhausenu. V roce 1745 panství převzal jeho bratr Václav Zeno a po něm zadlužené panství zdědil jeho bratr Sebastián Zeno. Ten však kvůli dluhům musel panství prodat a tak jej v roce 1772 odkoupil místodržící v Dolních Rakousích hrabě Kristián August Seilern-Aspang a majetky spravoval poručník Josef Jan Seilern. V letech 1798 – 1801 panství vlastnil Karel Jakub August Seilern, jehož manželka a později vdova Maxmiliána Wurmbrandtová-Seilernová, byla poslední příslušnicí Seilernů, která se na zámku delší dobu zdržovala. Další příslušníci rodu již o zámek nejevili zájem a tak jej v roce 1875 od Karla Maxmiliána Seilerna, přidělence c.k. vyslanectví v Cařihradě, odkupují za 2500 zlatých obce Starý Jičín, Vlčnov, Jičina a Kojetín. Následně proběhla přestavba zámku na školu, při které ztratil většinu historických architektonických prvků.

## Popis
Původně se jednalo o nevelkou jednopatrovou barokní budovu s venkovním schodištěm. Římsy zámku zdobila balustráda a alegorické sochy. Mobiliář byl přenesen z hradu. S nedalekým kostelem zámek spojovala krytá pavlač. V okolí zámku se rozkládala zahrada s plastikami svatých od hranického sochaře Gallaše. Tyto sochy byly umístěny při vjezdu z aleje směřující k arendě. U panského skleníku se nacházela malá fontána.
Během adaptace na školu došlo k likvidaci architektonických prvků a k celkovému potlačení zámeckého charakteru stavby. Zcela zmizely barokní fasády, štuky, schodiště i balustráda, v interiérech byly zničeny nástěnné malby a vytrhány parkety. Odstraněny byly i sochy ze zámecké zahrady. Na zámeckou minulost tak upomíná již jen korunní římsa a několik klenutých místností v interiéru.